# Douille amortisseur
 (juillet 2023).

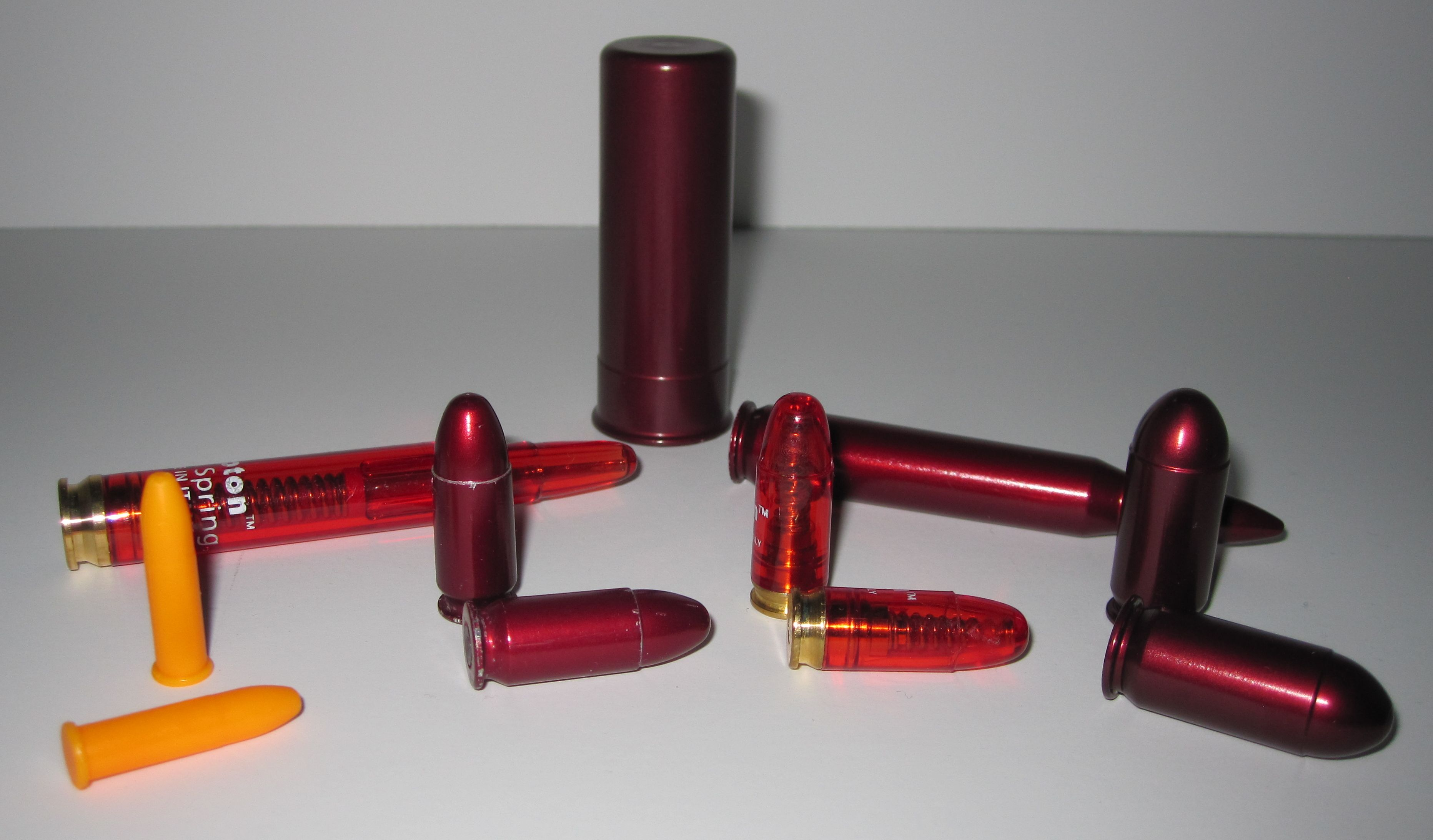
Un assortiment de douilles amortisseurs de différents calibres, à partir de la gauche :
(1ère plan) .22 LR, 9 mm (les deux), .45 ACP,
(2e rangée) 30-06 (les deux),
(arrière plan) 12 Ga.

Une douille amortisseur est un accessoire d'arme à feu consistant en une fausse cartouche, ressemblant à une vraie mais dépourvu de tout composant fonctionnel, à la manière d'un obus factice en artillerie. Il en existe différents types en termes de structure et de durée de vie, mais toutes ont pour but de permettre toute utilisation de l'arme sans tir effectif et sans dommages pour celle-ci.

## Principe

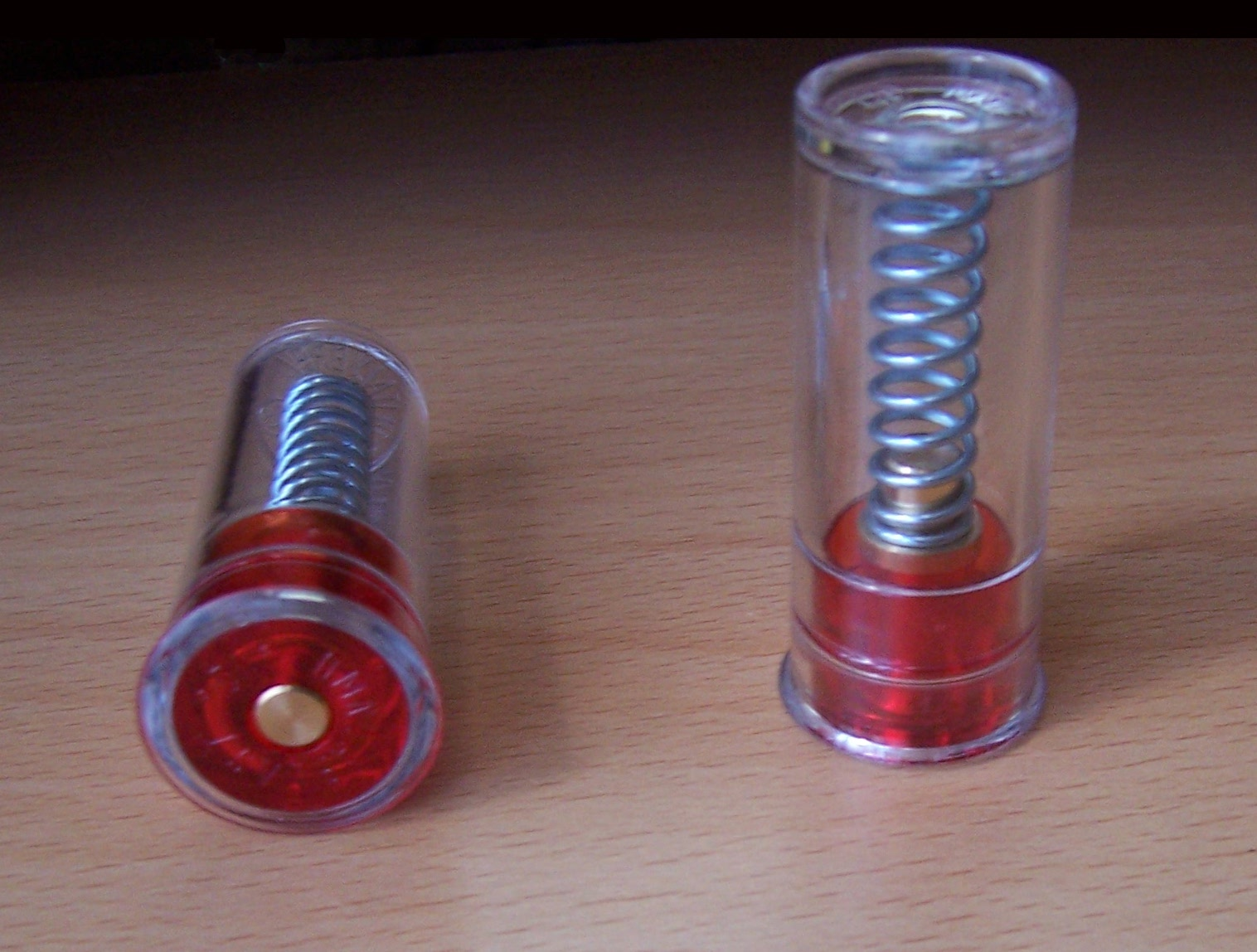
Une paire de douille amortisseur calibre 12 avec de fausses amorces à ressort.

Une douille amortisseur est utilisée pour garantir que le tir à vide de certaines armes ne causent pas de dommages par impact du percuteur et/ou à la culasse du canon. Certaines contiennent une fausse amorce qui est reliée à un ressort, ou sont faites en caoutchouc ou en polymère souple. Cet outil permet de s'entraîner à se servir de la gâchette ou à tester en toute sécurité son arme sans endommager ses composants.
Les armes à percussion annulaire et certaine armes à percussion centrale de conception plus ancienne ne doivent pas être testées avec leur chambre vide, car cela peut entraîner un affaiblissement ou une rupture du percuteur ainsi qu'une usure accrue des autres composants. Dans le cas de la percussion annulaire, le tir à vide peut également provoquer une déformation du bord de la chambre par la frappe directe du percuteur qui ne rencontre pas le bord de la cartouche censée être présente entre les deux. Pour cette raison, certains tireurs utilisent une douille amortisseur pour tenter d'amortir le percuteur de l'arme à feu lorsqu'il est relâché. La plupart des douilles amortisseur commerciales sont généralement prévues pour supporter 300 à 400 tirs. Après cela, en raison de l'approfondissement de l'impact laissé sur la fausse amorce, le percuteur et l'amorce ne se touche plus et la douille amortisseur n'a plus d'efficacité. Certaines douilles haut de gamme possédant une fausse amorce à ressort sont beaucoup plus résistantes.
Aussi, il existe des douilles amortisseur en aluminium souple recouvert de peinture. D'autres sont des coques en laiton remplies de polymères , tandis que d'autres sont des blocs en plastique, notamment via l'impression 3D.

## Usages

### Contrôle de fonctionnement
Les douilles amortisseur peuvent être utilisées pour confirmer qu'une arme fonctionne correctement sans utiliser des munitions. Aussi, elles peuvent être utilisées pour s'assurer que le chargeur alimente correctement les munitions le long de la rampe d'alimentation dans la chambre.

### Pratique du tir à vide
Les douilles amortisseur sont aussi utilisées pour la pratique du tir à vide. Même s'il y a un débat pour savoir si le tir à vide d'une arme de poing peut endommager le percuteur, l'utilisation d'une douille amortisseur ou d'une cartouche factice élimine tout risque potentiel. Il faut noter qu'il existe des douilles amortisseur qui sont fabriquées sans fausse amorce et qui ne répondent donc pas à ce problème potentiel.

### Formation aux incidents de tir
Les douilles amortisseur et les cartouches factices  fonctionnent également comme un outil de formation pour simuler les dysfonctionnements des armes à feu. Le tireur charge une ou plusieurs douilles amortisseur dans l'arme ou le chargeur avec des cartouches réelles ; lorsque la queue de détente est pressée avec une douille amortisseur dans la chambre, un incident de tir se produit. Le tireur peut alors s'entraîner à dégager la mauvaise balle, ce qui nécessite généralement de faire réarmer manuellement la culasse d'un pistolet semi-automatique.

### Formation au contrôle de la gâchette
Comme pour l'entraînement aux dysfonctionnements, les douilles amortisseur sont chargées avec des cartouches réelles, de sorte que lorsque la queue de détente est tirée avec une douille amortisseur dans la chambre, l'arme à feu ne tire pas. Ici, l'intention est d'observer si le tireur a maintenu un bon contrôle de la queue de détente (c'est-à-dire qu'il n'a pas "flinch" ). Ceci est souvent appelé un exercice à balle et factice,.